# Centro Ítalo Fútbol Club
Centro Ítalo Fútbol Club é um clube de futebol da Venezuela. Atualmente participa da 2ª Divisão do Campeonato Venezuelano de Futebol.